# Jaguar C-Type
La Jaguar C-Type, nota inizialmente come XK120-C, dove C sta per Competition, è una vettura da competizione prodotta dalla casa automobilistica britannica Jaguar tra il 1951 e il 1953.

## Storia del modello
Nel 1950, intuendo il ritorno pubblicitario globale di una vittoria alla 24 Ore di Le Mans, dove la Jaguar aveva ben figurato con tre XK120 OTS appositamente preparate, sir William Lions, il direttore generale dell'azienda, e Frank Raymond Wilton "Lofty" England, il manager che un anno prima aveva fondato l'Engineering Competition Department, il primo reparto corse ufficiale Jaguar, incaricarono l'ingegnere William "Bill" Heynes della progettazione della versione da corsa della XK120, con il preciso obiettivo di vincere la maratona francese.
Questi decide di progettare una vettura da corsa che, pur sfruttando gran parte della meccanica della XK120 OTS, intervenisse sui suoi punti deboli, cioè il corpo vettura a telaio separato, pesante e poco aerodinamico, e i freni, poco resistenti.
Nasce allora la XK120-C, dove C sta per Competition, che viene presto ribattezzata C-Type, una vettura che valorizza al massimo le componenti meccaniche della XK120 montandole su un telaio tubolare interamente nuovo, più leggero e resistente, progettato da Bob Knight e rivestito da una carrozzeria in alluminio disegnata da Malcolm Sayer.

## La vettura

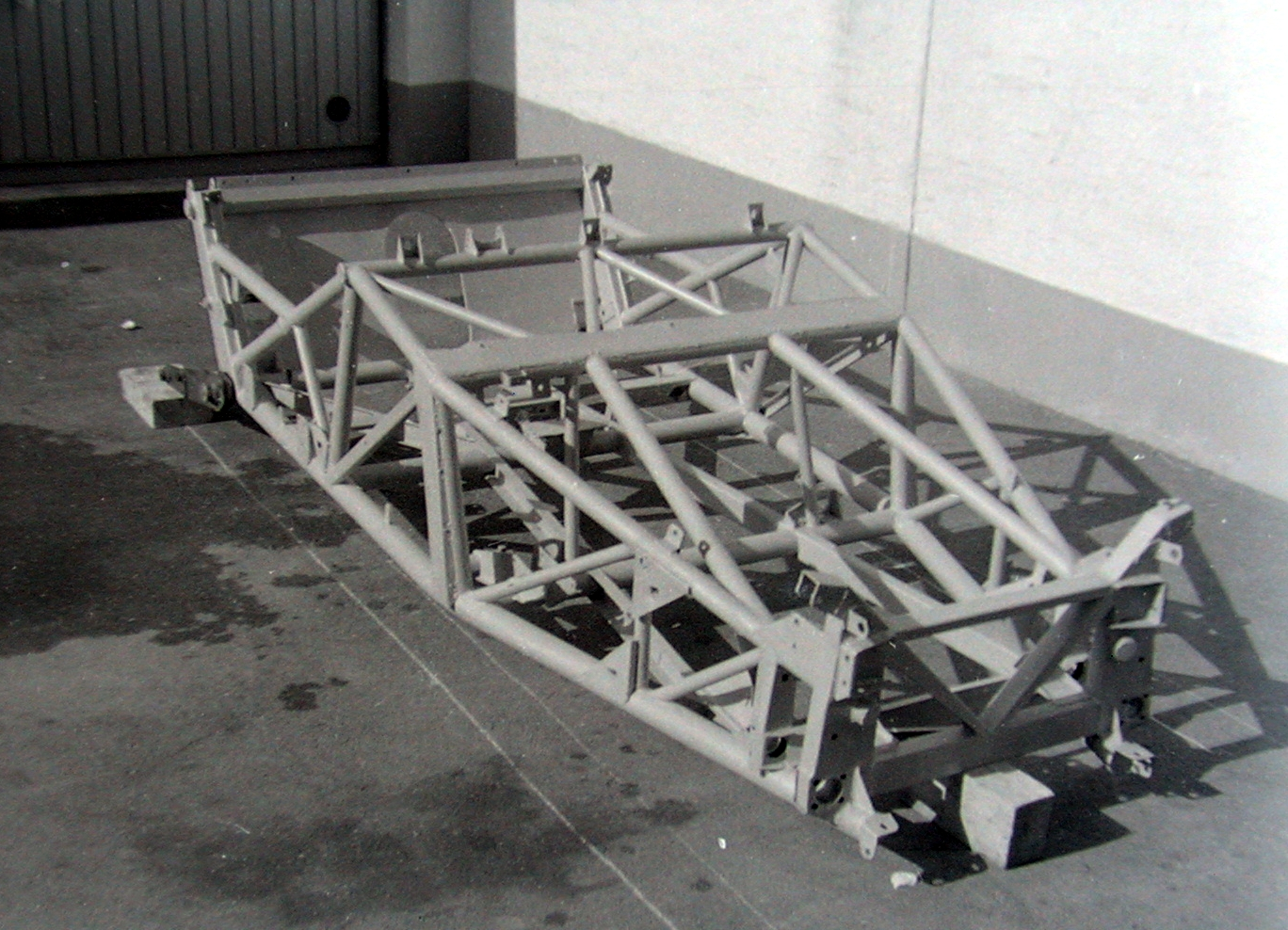
Telaio di una C-Type

La C-type è una vettura da competizione derivata dalla XK120 di serie, da cui eredita motore, cambio, sterzo, e sospensioni anteriori. Il telaio, completamente nuovo, è di tipo tubolare con alcuni rinforzi in lamiera scatolata nei punti più sollecitati. La carrozzeria è realizzata completamente in alluminio e risulta più leggera e meglio profilata rispetto a quella della XK120 OTS di serie. Nell'abitacolo spartano, in cui ogni particolare non necessario è assente per ragioni di peso, vi sono due soli sedili, rivestiti in pelle, su cui prendono posto pilota e copilota, e un cruscotto con una strumentazione completa; tachimetro/contachilometri, contagiri, indicatore di pressione e temperatura dell'olio, del livello della benzina e della temperatura dell'acqua. Gli occupanti sono protetti solo da due piccoli aeroscreen abbattibili e da un basso parabrezza. Il cofano e i parafanghi anteriori sono uniti in un unico pezzo che si apre per lasciare libero accesso alla meccanica. Il bagagliaio è assente, al suo posto si trova il serbatoio del carburante da 178 litri; con tappo ad apertura rapida posto sulla sommità del parafango.

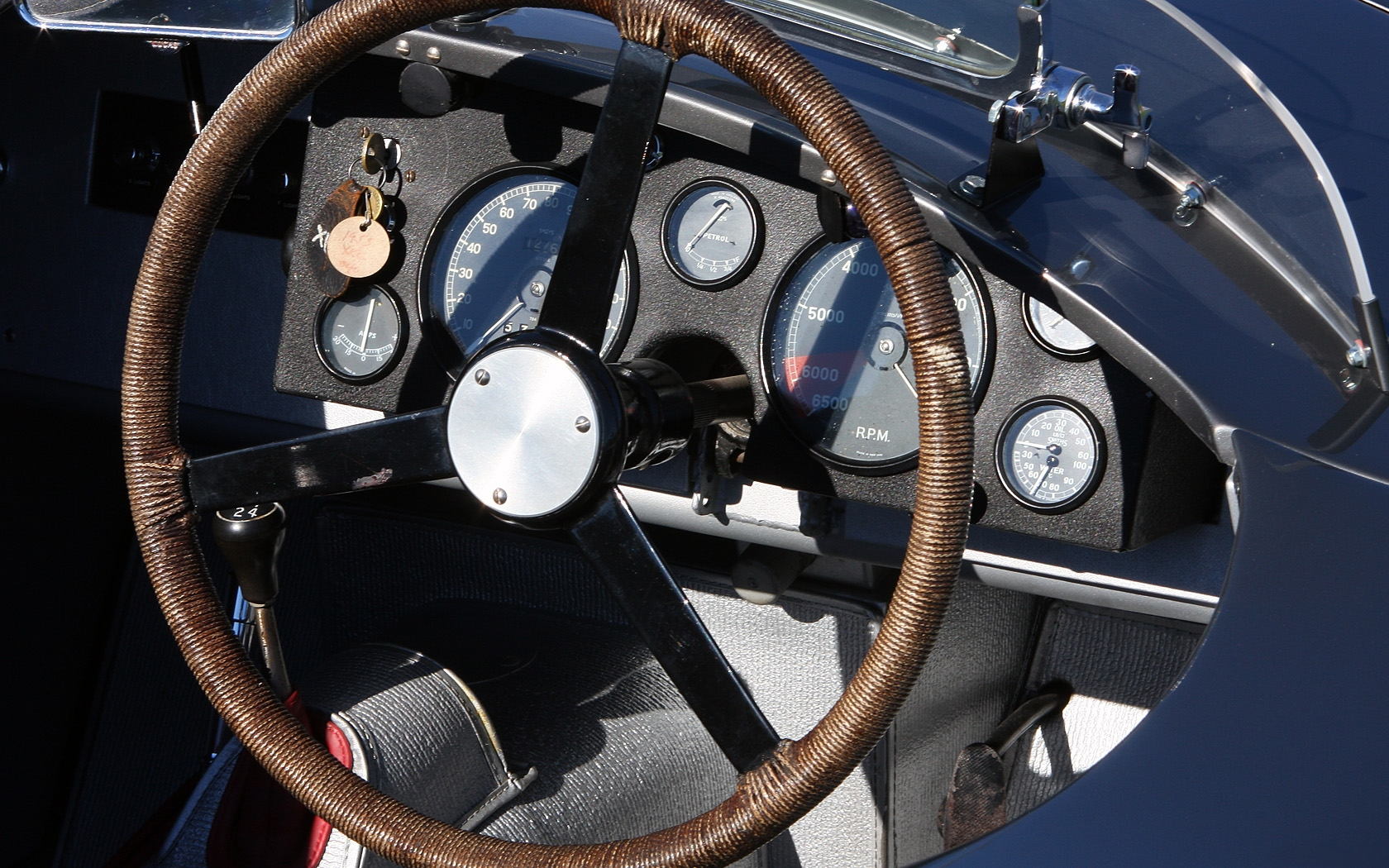
Il posto di guida di una C-type

Le sospensioni anteriori sfruttano quadrilateri deformabili e barre di torsione longitudinali, mentre quelle posteriori, inedite, utilizzano un classico schema a ponte rigido ma una barra di torsione trasversale, puntoni di reazione longitudinali e un singolo braccio di reazione triangolare per contenere gli scuotimenti laterali. Quest'ultimo componente verrà poi sostituito da una barra Panhard a partire dalla fine del 1952. Gli ammortizzatori sono idraulici telescopici all'anteriore e al posteriore. Lo sterzo è a cremagliera. L'impianto frenante con tamburi su tutte le ruote, è migliorato sia grazie ad un miglior raffreddamento, garantito dall'adozione di cerchi a raggi 6.00/6.50x16", sia per l'adozione di un sistema di recupero automatico del gioco. Nel corso della produzione i freni a tamburo saranno sostituiti con freni a disco, rendendo la C-type la prima vettura al mondo ad impiegarli con successo in gara e su strada.
Il motore e il cambio, a 4 marce, prelevati dalla XK120, vengono modificati per poter sopportare le sollecitazioni delle competizioni. Il 6 cilindri in linea bialbero serie XK da 3442 cm3 (alesaggio x corsa: 83 x 106 mm) dotato di due carburatori SU H8 viene elaborato adottando una nuova testata, nuovi profili degli alberi a camme, doppio scarico laterale e una più accurata messa a punto generale fino a sviluppare 200 CV a 5800 giri/min e 298 Nm di coppia a 3900 giri/min in luogo dei 160 CV a 5000 giri/min e 262 Nm di coppia a 2500 giri/min della versione stradale. La vettura, pesante solo 1000 kg, è capace di superare i 232 km/h.

## Le competizioni

### Il 1951

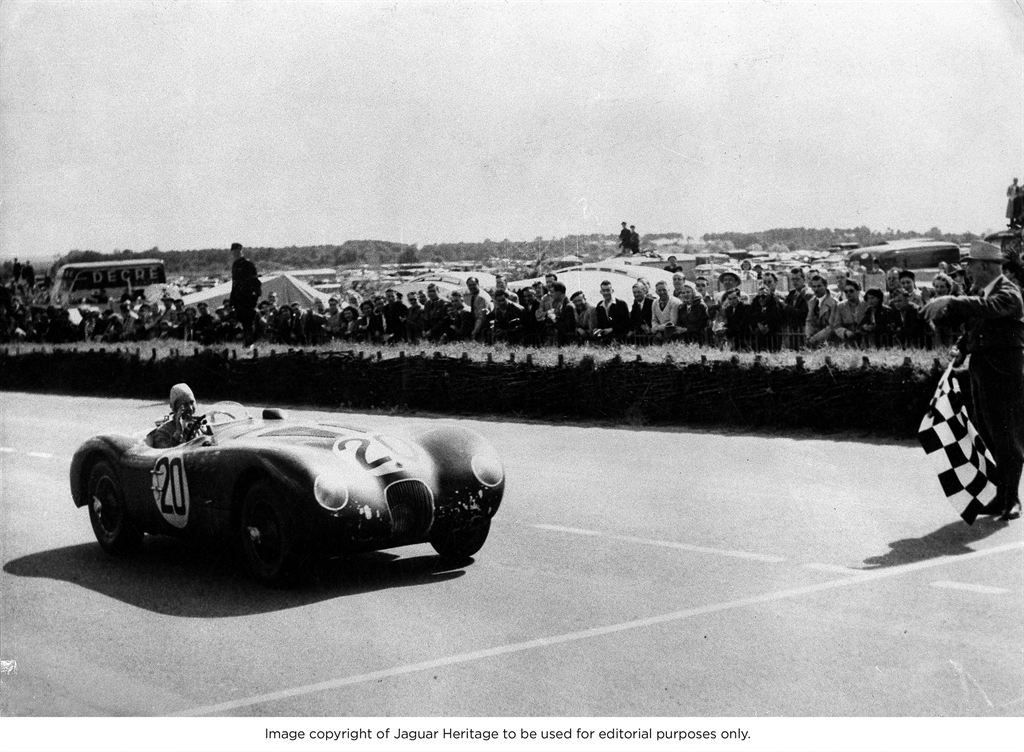
Peter Whitehead taglia il traguardo della 24 Ore di Le Mans 1951 sulla sua Jaguar C-type

La Jaguar C-Type si impose alla 24 ore di Le Mans sin dal suo debutto nel 1951. "Lofty" England preparò attentamente la gara portando a Le Mans tre vetture, la prima per Stirling Moss - Jack Fairman, la seconda per Leslie Johnson - Clemente Biondetti e la terza per Peter Walker - Peter Whithead. Dopo aver ben figurato nelle prove, in gara le prime due Jaguar C-Type, quelle di Stirling Moss e di Clemente Biondetti furono costrette al ritiro, entrambe a causa di un guasto meccanico. Tuttavia la terza, con l'equipaggio Peter Walker - Peter Whithead, vinse con 9 giri di vantaggio sul secondo classificato dopo aver passato 16 ore al comando sotto la pioggia. 
Dopo la grande vittoria alla maratona francese Jaguar mette regolarmente in vendita l'auto a 2327£ ma partecipa ufficialmente a poche altre competizioni. In particolare ottiene una doppietta al RAC Tourist Trophy corso sul circuito di Dundrod con le C-Type di Stirling Moss, primo, e Peter Walker, secondo.

### Il 1952

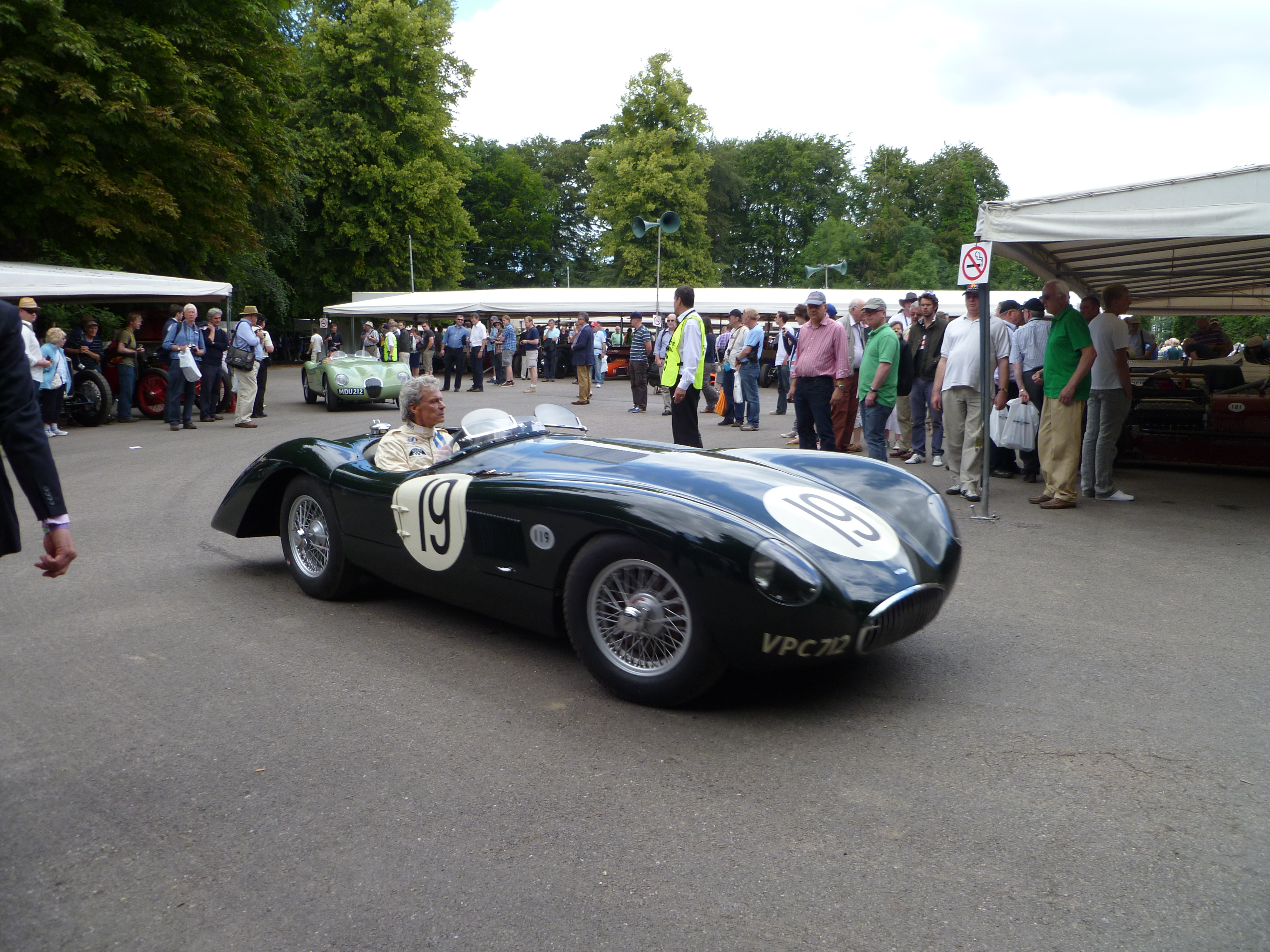
La C-type con la carrozzeria aerodinamica modello 1952

Tra le stagioni sportive 1951 e 1952 Jaguar aggiorna la C-Type sostituendo il singolo braccio di reazione triangolare con una barra Panhard e i due carburatori SU H8 con tre doppio corpo Weber DCO3 da 40 mm, portando così la potenza a 220 CV a 5750 giri/min, e iniziando a sviluppare, in collaborazione con la Dunlop, i freni a disco. L'affidabilità in gara di questo nuovo tipo di sistema frenante viene testata da Stirling Moss e dal collaudatore Norman Dewis nel corso della Mille Miglia 1952. Nonostante un ritiro alla Brescia-Roma-Brescia i due hanno accumulato esperienza sufficiente ad approvare le rivoluzionarie componenti.
Per la 24 Ore di Le Mans 1952, reagendo alle notizie allarmanti che accreditavano di prestazioni folli le nuove Mercedes-Benz W194 "Ali di gabbiano", la Jaguar modifica ulteriormente le C-Type "ufficiali" dotandole di un nuovo sistema di raffreddamento e di una nuova carrozzeria più aerodinamica. Non essendo state testate abbastanza a lungo le modifiche causarono problemi di surriscaldamento e il conseguente ritiro di tutte e tre le vetture ufficiali in gara, affidate rispettivamente a Peter Walker - Stirling Moss, Peter Whitehead - Ian Stewart e Tony Rolt - Duncan Hamilton. 
Nonostante la sconfitta a Le Mans nel corso del 1952 la C-Type, di nuovo con carrozzeria standard, ottiene la prima vittoria ufficiale in gara di una vettura dotata di freni a disco, il GP di Reims, ad opera di Stirling Moss.

### Il 1953

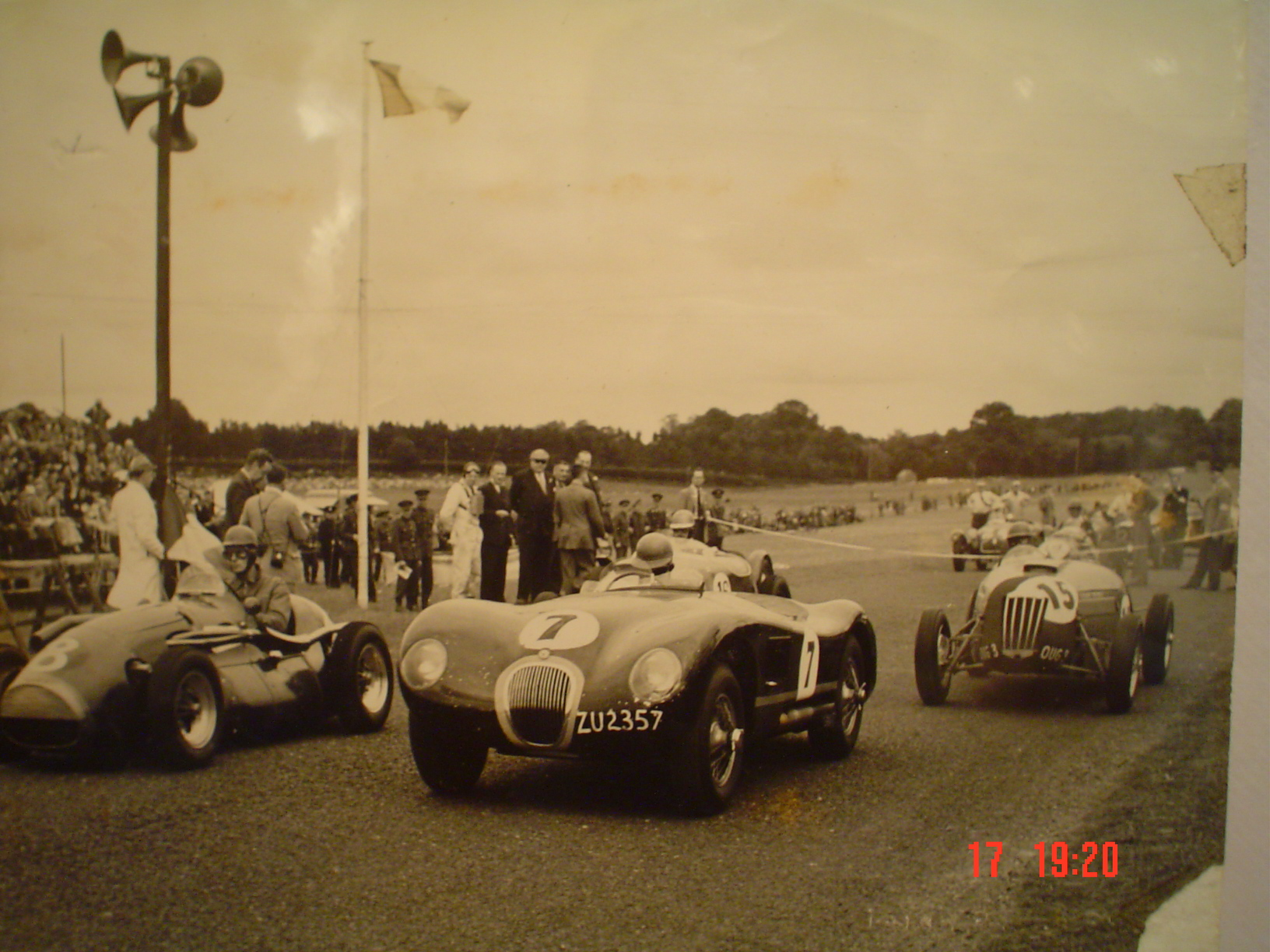
Joe Kelly al volante di una C-Type

Dopo averli testati a lungo nel corso della stagione precedente nel 1953 tutte le C-Type ufficiali sono dotate di freni a disco Dunlop sulle quattro ruote. Grazie anche a queste componenti innovative la C-type bissa il successo nella 24 Ore ottenuto nel 1951. "Lofty" England conferma gli equipaggi del 1952 composti da Peter Walker - Stirling Moss, Peter Whitehead - Ian Stewart e Tony Rolt - Duncan Hamilton. Dopo 24 ore di corsa risultarono vincitori Duncan Hamilton e Tony Rolt, che prendono parte alla gara solo dopo essere stati riammessi in extremis appena prima della partenza. I due inoltre stabiliscono anche un nuovo record tagliando il traguardo per la prima volta con una velocità media superiore alle 100 miglia orarie (160,9 km/h); esattamente 105,85 mph (170,3 km/h).
Dopo il successo alla 24 Ore di Le Mans 1953 la Jaguar C-Type è sostituita dalla sua evoluzione, la D-type, che ne è una diretta discendente, ma continua a gareggiare per alcuni anni in tutto il mondo in mano a numerosi piloti privati.

## La produzione
La C-type, derivando strettamente dalla XK120, viene messa regolarmente in produzione su una propria linea di montaggio, come fosse un’auto stradale, accanto alla berlina MK VII e alla XK120 e regolarmente venduta, in Inghilterra, a 2327£.
Grazie alla produzione regolare e al prezzo concorrenziale tra il 1951 e il 1953 ne sono realizzati 53 esemplari, di cui 10 destinate alla squadra corse ufficiale Jaguar e le restanti 43 a piloti privati, specialmente americani.

### Jaguar Classic C-Type "continuation series"
Nel 2021, a 50 anni di distanza dal debutto, Jaguar, attraverso il suo dipartimento Classic, ha annunciato che saranno messe in produzione 8 "nuove" Jaguar C-type. Le auto saranno costruite con specifiche tecniche identiche a quelle della versione 1953 e omologate per gareggiare tra le auto storiche.

## Caratteristiche tecniche
| Caratteristiche tecniche - Jaguar C-Type (1951) (tra parentesi i dati della versione 1953)       | Caratteristiche tecniche - Jaguar C-Type (1951) (tra parentesi i dati della versione 1953) | Caratteristiche tecniche - Jaguar C-Type (1951) (tra parentesi i dati della versione 1953) | Caratteristiche tecniche - Jaguar C-Type (1951) (tra parentesi i dati della versione 1953) | Caratteristiche tecniche - Jaguar C-Type (1951) (tra parentesi i dati della versione 1953) | Caratteristiche tecniche - Jaguar C-Type (1951) (tra parentesi i dati della versione 1953) |
| ------------------------------------------------------------------------------------------------ | --- | --- | --- | --- | --- |
|                                                                                                  | | | | | |
| Configurazione                                                                                   | | | | | |
| Carrozzeria: biposto scoperta in alluminio                                                       | Carrozzeria: biposto scoperta in alluminio | Posizione motore: anteriore longitudiale | Posizione motore: anteriore longitudiale | Trazione: posteriore | Trazione: posteriore |
| Dimensioni e pesi                                                                                | | | | | |
| Ingombri (lungh.×largh.×alt. in mm): 3990 × 1640 × 980                                           | Ingombri (lungh.×largh.×alt. in mm): 3990 × 1640 × 980 | Ingombri (lungh.×largh.×alt. in mm): 3990 × 1640 × 980 | Ingombri (lungh.×largh.×alt. in mm): 3990 × 1640 × 980 | Diametro minimo sterzata: | Diametro minimo sterzata: |
| Interasse: 2440 mm                                                                               | Interasse: 2440 mm | Carreggiate: anteriore 1300 - posteriore 1300 mm | Carreggiate: anteriore 1300 - posteriore 1300 mm | Altezza minima da terra: | Altezza minima da terra: |
| Posti totali: 2                                                                                  | Posti totali: 2 | Bagagliaio: N/D | Bagagliaio: N/D | Serbatoio: 168 | Serbatoio: 168 |
| Masse                                                                                            | a vuoto: 864 kg / in ordine di marcia: 1016 kg / rimorchiabile: N/D kg | a vuoto: 864 kg / in ordine di marcia: 1016 kg / rimorchiabile: N/D kg | a vuoto: 864 kg / in ordine di marcia: 1016 kg / rimorchiabile: N/D kg | a vuoto: 864 kg / in ordine di marcia: 1016 kg / rimorchiabile: N/D kg | a vuoto: 864 kg / in ordine di marcia: 1016 kg / rimorchiabile: N/D kg |
| Meccanica                                                                                        | | | | | |
| Tipo motore: 6 cilindri in linea serie XK, raffreddamento ad acqua                               | Tipo motore: 6 cilindri in linea serie XK, raffreddamento ad acqua | Tipo motore: 6 cilindri in linea serie XK, raffreddamento ad acqua | Cilindrata: alesaggio x corsaː 83x106 mm, totaleː 3442 cm3 cm³ | Cilindrata: alesaggio x corsaː 83x106 mm, totaleː 3442 cm3 cm³ | Cilindrata: alesaggio x corsaː 83x106 mm, totaleː 3442 cm3 cm³ |
| Distribuzione: bialbero a camme in testa, comandato da catena, 2 valvole per cilindro a v di 35° | Distribuzione: bialbero a camme in testa, comandato da catena, 2 valvole per cilindro a v di 35° | Distribuzione: bialbero a camme in testa, comandato da catena, 2 valvole per cilindro a v di 35° | Alimentazione: 2 carburatori SU H8 (3 carburatori Weber doppio corpo 40 DCO3), 2 pompe del carburante elettriche Lucas | Alimentazione: 2 carburatori SU H8 (3 carburatori Weber doppio corpo 40 DCO3), 2 pompe del carburante elettriche Lucas | Alimentazione: 2 carburatori SU H8 (3 carburatori Weber doppio corpo 40 DCO3), 2 pompe del carburante elettriche Lucas |
| Prestazioni motore                                                                               | Potenza: 200 CV a 5800 giri/min (220 CV a 5750 giri/min) / Coppia: 298 Nm di coppia a 3900 giri/min | Potenza: 200 CV a 5800 giri/min (220 CV a 5750 giri/min) / Coppia: 298 Nm di coppia a 3900 giri/min | Potenza: 200 CV a 5800 giri/min (220 CV a 5750 giri/min) / Coppia: 298 Nm di coppia a 3900 giri/min | Potenza: 200 CV a 5800 giri/min (220 CV a 5750 giri/min) / Coppia: 298 Nm di coppia a 3900 giri/min | Potenza: 200 CV a 5800 giri/min (220 CV a 5750 giri/min) / Coppia: 298 Nm di coppia a 3900 giri/min |
| Accensione: a bobina e spinterogeno, 1 candela per cilindro                                      | Accensione: a bobina e spinterogeno, 1 candela per cilindro | Accensione: a bobina e spinterogeno, 1 candela per cilindro | Impianto elettrico: 12V | Impianto elettrico: 12V | Impianto elettrico: 12V |
| Frizione: tridisco a secco con comando idraulico                                                 | Frizione: tridisco a secco con comando idraulico | Frizione: tridisco a secco con comando idraulico | Cambio: a 4 marce e retromarcia | Cambio: a 4 marce e retromarcia | Cambio: a 4 marce e retromarcia |
| Telaio                                                                                           | | | | | |
| Corpo vettura                                                                                    | tubolare con rinforzi scatolati | tubolare con rinforzi scatolati | tubolare con rinforzi scatolati | tubolare con rinforzi scatolati | tubolare con rinforzi scatolati |
| Sterzo                                                                                           | a cremagliera | a cremagliera | a cremagliera | a cremagliera | a cremagliera |
| Sospensioni                                                                                      | anteriori: a ruote indipendenti, quadrilateri deformabili, barre di torsione longitudinali, barra stabilizzatrice, ammortizzatori idraulici telescopici / posteriori: ad assale rigido, doppi puntoni longitudinali, barra di torsione trasversale, puntone di ancoraggio (barra Panhard), ammortizzatori idraulici telescopici | anteriori: a ruote indipendenti, quadrilateri deformabili, barre di torsione longitudinali, barra stabilizzatrice, ammortizzatori idraulici telescopici / posteriori: ad assale rigido, doppi puntoni longitudinali, barra di torsione trasversale, puntone di ancoraggio (barra Panhard), ammortizzatori idraulici telescopici | anteriori: a ruote indipendenti, quadrilateri deformabili, barre di torsione longitudinali, barra stabilizzatrice, ammortizzatori idraulici telescopici / posteriori: ad assale rigido, doppi puntoni longitudinali, barra di torsione trasversale, puntone di ancoraggio (barra Panhard), ammortizzatori idraulici telescopici | anteriori: a ruote indipendenti, quadrilateri deformabili, barre di torsione longitudinali, barra stabilizzatrice, ammortizzatori idraulici telescopici / posteriori: ad assale rigido, doppi puntoni longitudinali, barra di torsione trasversale, puntone di ancoraggio (barra Panhard), ammortizzatori idraulici telescopici | anteriori: a ruote indipendenti, quadrilateri deformabili, barre di torsione longitudinali, barra stabilizzatrice, ammortizzatori idraulici telescopici / posteriori: ad assale rigido, doppi puntoni longitudinali, barra di torsione trasversale, puntone di ancoraggio (barra Panhard), ammortizzatori idraulici telescopici |
| Freni                                                                                            | anteriori: a tamburo (a disco) / posteriori: a tamburo (a disco Dunlop con servofreno) | anteriori: a tamburo (a disco) / posteriori: a tamburo (a disco Dunlop con servofreno) | anteriori: a tamburo (a disco) / posteriori: a tamburo (a disco Dunlop con servofreno) | anteriori: a tamburo (a disco) / posteriori: a tamburo (a disco Dunlop con servofreno) | anteriori: a tamburo (a disco) / posteriori: a tamburo (a disco Dunlop con servofreno) |
| Pneumatici                                                                                       | 6,00/6,50 x 16 / Cerchi: Dunlop a raggi da 16" | 6,00/6,50 x 16 / Cerchi: Dunlop a raggi da 16" | 6,00/6,50 x 16 / Cerchi: Dunlop a raggi da 16" | 6,00/6,50 x 16 / Cerchi: Dunlop a raggi da 16" | 6,00/6,50 x 16 / Cerchi: Dunlop a raggi da 16" |
| Prestazioni dichiarate                                                                           | | | | | |
| Velocità: oltre 230 km/h                                                                         | Velocità: oltre 230 km/h | Velocità: oltre 230 km/h | Accelerazione: 0-100 km/h: 8,1 s | Accelerazione: 0-100 km/h: 8,1 s | Accelerazione: 0-100 km/h: 8,1 s |
| Fonte dei dati:                                                                                  | | | | | |